# Molukkenstraat 200
Molukkenstraat 200, Amsterdam is een monumentaal gebouw aan de Molukkenstraat, Amsterdam-Oost. Het gebouw wijkt architectonisch sterk af van de overige bebouwing aan de straat.
De Molukkenstraat is vanaf het begin 20e eeuw volgebouwd met woonhuizen met aan de oostzijde winkels en aan de westzijde hier en daar een winkeleenheid. In de jaren tachtig vond er een uitgebreide sanering plaats, maar woonhuizen en winkels bleven. Echter aan het eind van de straat tussen de Hartmanbrug en Molukkenspoorbrug staat een eenzaam van oorsprong industrieel complex ten behoeve van Utermöhlen & Co uit 1955. Utermöhlen wilde uitbreiden aan de Weesperzijde, maar vond daar onvoldoende ruimte en een verbouwing van het gebouw kostte meer dan nieuwbouw. De firma regelde een grondruil met gemeente Amsterdam. In die nieuwe omgeving waren voorts verwarmings- en elektrische installatie eenvoudiger te plaatsen. Aan de Molukkenstraat kon in een open vlakte gebouwd worden aan een gebouwencomplex waarbij het grondoppervlak met factor drie toenam, met nog voldoende ruimte om uit te breiden.   In 1957 was het gehele complex in gebruik.  
De plek waarvoor gekozen werd is eigenaardig want het gebouw ligt verdiept in een soort oksel tussen de dijklichamen van de Ringvaart Watergraafsmeer (waarover de brug) en het spoor van Amsterdam-Hilversum/Amersfoort (waarin de spoorbrug). Het werd gebouwd in een moeilijk in te richten gebied. Het complex van de minder bekende architect J. van Amstel jr. geldt als typisch industrieel complex, waarvan de bedrijfshal na het vertrek van Utermöhlen onherkenbaar is verbouwd tot winkelcentrum. Aan de Molukkenstraat zelf staat nog het herkenbare kantoorgebouw. Dat kantoorgebouw is volgens de principes uit de jaren vijftig gebouwd: zo goedkoop mogelijk omdat bouwmaterialen nog schaars waren na de Tweede Wereldoorlog. Het was kaal beton met veel glas in stalen kozijnen en drie lage verdiepingen. De relatief smalle staanders tussen de glaspartijen maakten een ruime lichtinval naar binnen mogelijk. Aan isolatie en werkcomfort werd destijds weinig tot geen aandacht besteed. Een dergelijk gebouw zou de grens van de 20e en 21 eeuw niet overleefd hebben, maar het werd als architectonisch en stedenbouwkundig gezichtsbepalend ingeschat (orde 2). Na het vertrek van de originele gebruiker in 1989 vestigden zich allerlei bedrijfjes in het gebouw, totdat rond 2020 verbouwd werd om het aan te passen aan modern gebruik. De onhandige stalen kozijnen in stoeltjesprofiel met enkel glas werden vervangen door aluminium profielen met thermische beglazing; systeemplafonds door akoestische plafond etc. Er kwam voorts een duurzame klimaatinstallatie en lift. Bij de verbouwing kwam aan het licht dat de plint bestond uit het weinig gebruikte Bochholzer zandsteen. Andere opvallende details zijn de schuine luifel en trap met natuursteen. De verbouwing vond plaats onder begeleiding van Heyligers D+P, die wel vaker dit soort verbouwingen begeleidden.
Naast de trap stond enige tijd het beeld De Barmhartige Samaritaan van Han Wezelaar, gemaakt voor de nieuwbouw en het 75-jarig bestaan van het bedrijf Utermöhlen. Waar het beeld is gebleven is in maart 2022 nog onbekend.